# 84º Regimento de Infantaria (França)

Bandeira do Regimento. Com destaque a batalha de Graz, com as palavras "Un contre Dix" abaixo.

O 84º Regimento de Infantaria é uma unidade de infantaria do Exército francês. Herdeiro do "Regimento Quercy" criado em 1684 por Luis XIV e do 9º Regimento Ligeiro, o qual recebeu o titulo de "Incomparável" por Napoleão Bonaparte. 
Sua ação mais notória deu-se durante a Batalha de Graz, no dia 26 de Junho de 1809 dois batalhões defenderam o cemitério de uma igreja por muitas horas contra milhares de soldados austríacos. Por fim, o regimento rompeu o cerco e escapou de seus inimigos. A custa de três oficiais e 31 homens mortos, cerca de 200 feridos e 40 capturados, eles infligiram aproximadamente 500 baixas aos austríacos. Em homenagem à bravura excepcional do regimento nesta ocasião, o 84º foi autorizado a adicionar as palavras „UN CONTRE DIX“ ("Um Contra Dez") em sua bandeira. 